# Elands River (Wilge)
Pour les articles homonymes, voir Elands River.
L'Elands River (en afrikaans : Elandrivier) est un affluent de la Wilge, qui elle-même fait partie du bassin du Vaal en Afrique du Sud.

## Géographie
Elle prend sa source aux Mont-aux-Sources. 
En amont de la région de Fika-Patso Dam, la rivière est nommée la Namahadi. Elle coule en direction du Nord, traverse Phuthaditjhaba et rejoint la rive gauche de la Wilge à environ 27 kilomètres au Nord-Ouest de Harrismith. 
Cette rivière était anciennement connue sous le nom de Donkin River, d'après Rufane Shaw Donkin, qui administrait la colonie du Cap de 1820 à 1821. 